# Монастир Івана Богослова
37°18′33.08″ пн. ш. 26°32′52.99″ сх. д. / 37.3091889° пн. ш. 26.5480528° сх. д.
Монасти́р Івана (Йоа́нна, Іоа́нна) Богосло́ва (грец. Μονή Αγ Ιωάννου Θεολόγου) — православний монастир на острові Патмос (Греція), який перебуває в юрисдикції Константинопольського патріархату. Монастир засновано на місці де, за переказами, перебуваючи на засланні, проповідував Іван Богослов і де він отримав своє «Одкровення». У 1999 р. монастир було включено до числа об'єктів Всесвітньої спадщини ЮНЕСКО.

## Історія
Монастир засновано 1088 р. преподобним Христодулом, який прибув на Патмос з острова Кос. Дозвіл на будівництво монастиря було отримано від візантійського імператора Олексія I Комніна, який 11 квітня 1088 року видав Христодулу золоту буллу, що і нині зберігається в монастирському музеї. Місцем спорудження монастиря було обрано пагорб із руїнами храму Артеміди. Один з блоків її храму був використаний як престол для монастирського католікону в ім'я апостола Йоана, прикрашеного фресками (найбільш ранні з них датовані XII ст.).
Христодул став першим ігуменом заснованого ним монастиря і почав його будівництво, що тривало впродовж наступних 19 років, хоча основні роботи були завершені у 1091 році. Христодул встановив жорсткі правила в монастирі. За ними було заборонено селитися світським людям на всьому острові Патмос. Виняток було зроблено лише для чоловіків-будівельників. Але попри це через три роки ігумен вже брав робітників, які прибули зі своїми родинами. Ченцям суворо заборонялося відвідувати ці будинки, а той, хто не дотримувався цих правил — піддавався епітимії.
Навколо монастиря за роки будівництва утворилося невелике селище з пасовищами, що поклало початок місту Хора. Монастир регулярно піддавався піратських набігів. Христодул покинув його і повернувся на Кос, де помер близько 1111 року. Попри це монастир продовжив своє існування, пізніше в нього перенесли мощі преподобного Христодула, що зберігаються в каплиці його імені.
Після 1453 р. Патмос, як більшість інших грецьких островів, потрапив під владу турків і виплачував данину турецькому султанові. Втім, і в османську добу монастир продовжував діяти. 
Нині у монастирі мешкає близько 40 ченців, богослужіння відбувається раз на добу з 3 до 6 годин ранку.
У скарбниці монастиря зберігається безцінна колекція релігійного мистецтва, скарби, мозаїчна ікона св.Миколая та пергамент ХІ століття - дарча на острів.

## Укріплення
Монастир побудований як фортеця з бастіонами та вежами, висотою стін — 15 метрів. Монастир простягається з півночі на південь на 53 метри, а зі сходу на захід на 70 метрів.  Над входом в монастир є отвір, який використовувався для виливання на нападників, які наблизяться до входу, гарячої олії, води. В середині монастир складається із з'єднаних між собою подвір’я, галерей, каплиць, аркад, терас, сходів.
У каплиці Богородиці знаходяться фрески 12 століття.

## Печера Апокаліпсису
Поруч із монастирем є печера, шанована як місце де апостол Іван Богослов близько 67 р. отримав своє «Одкровення», записане його учнем Прохором. Низка слідів на її стінах пов'язуються з перебуванням у ній апостола: поглиблення, куди він клав свою голову; кам'яний аналой, за яким писав Прохор та інше. У печері облаштовано каплицю з двома приділами: власне печера Апокаліпсису, а також просторий боковий вівтар в ім'я св. Анни. Печеру, як і монастир, включено до переліку пам'ятників Всесвітньої спадщини.

## Бібліотека монастиря
Монастирська бібліотека володіє великим зібранням рукописів і стародруків. Перші з них з'явилися в монастирі за ігумена Христодула. В описі бібліотеки початку XII ст. значилися 330 рукописів (з них 267 на пергаменті і 63 — на папері). Бібліотека активно поповнювалася: вже в описі 1335 р. крім богословських праць зазначено книги з історії та філософії (твори Ксенофонта, Софокла, Діодора Сицилійського, Платона та ін.). Найбільш ранні рукописи у цьому опису відносяться до V ст.
На даний час бібліотека є однією з найбільших християнських бібліотек. У ній зберігається більше тисячі рукописних книг (194 з них належать до візантійського періоду), 11 інкунабул, близько 1 200 друкованих книг XVI–XVIII ст. і кілька тисяч сучасних. В архіві монастиря зберігаються унікальні документи з його історії починаючи від хрисовула Олексія Комніна, який поклав початок монастирю.

## Галерея

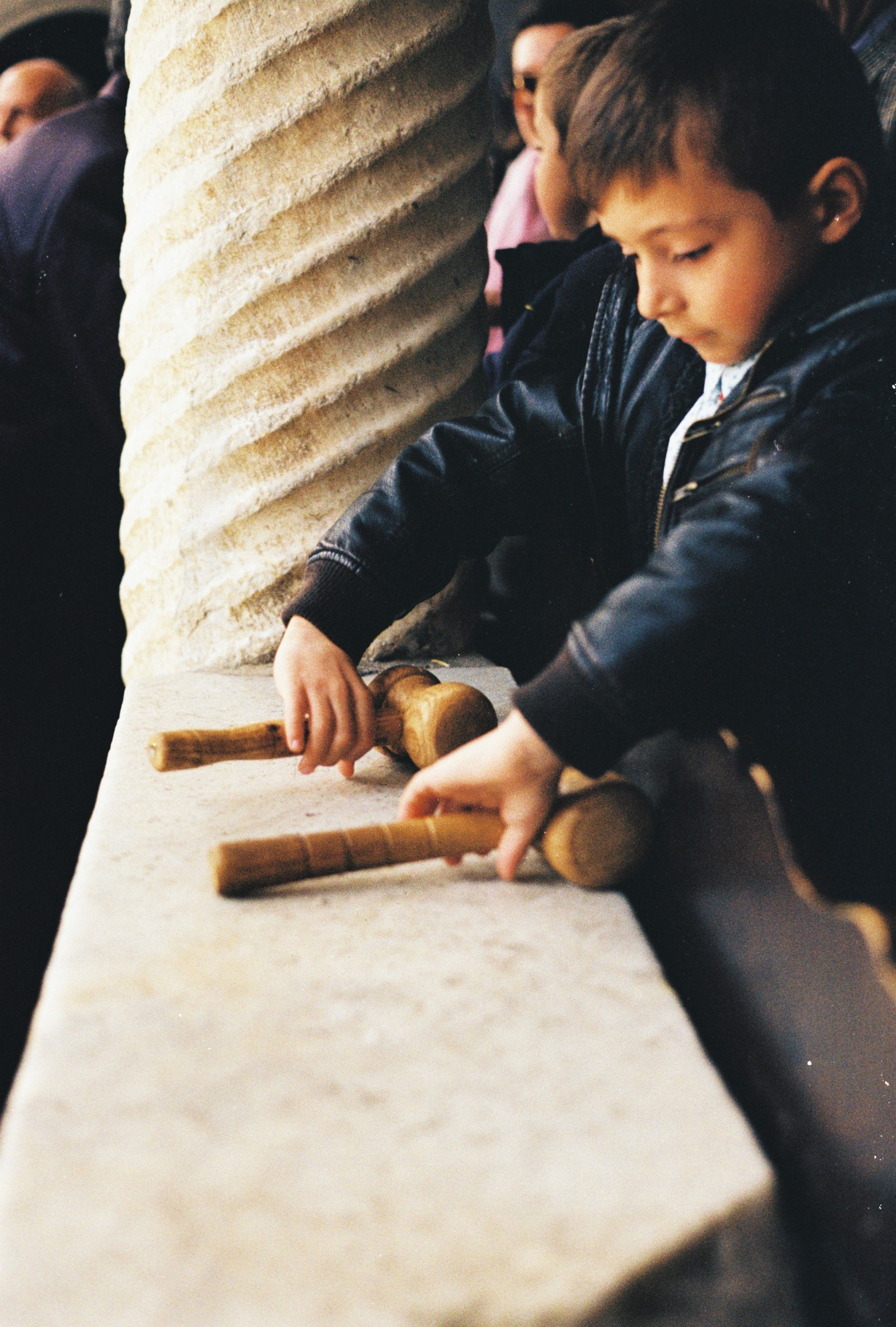
Boy at Monastery of Saint John, Patmos
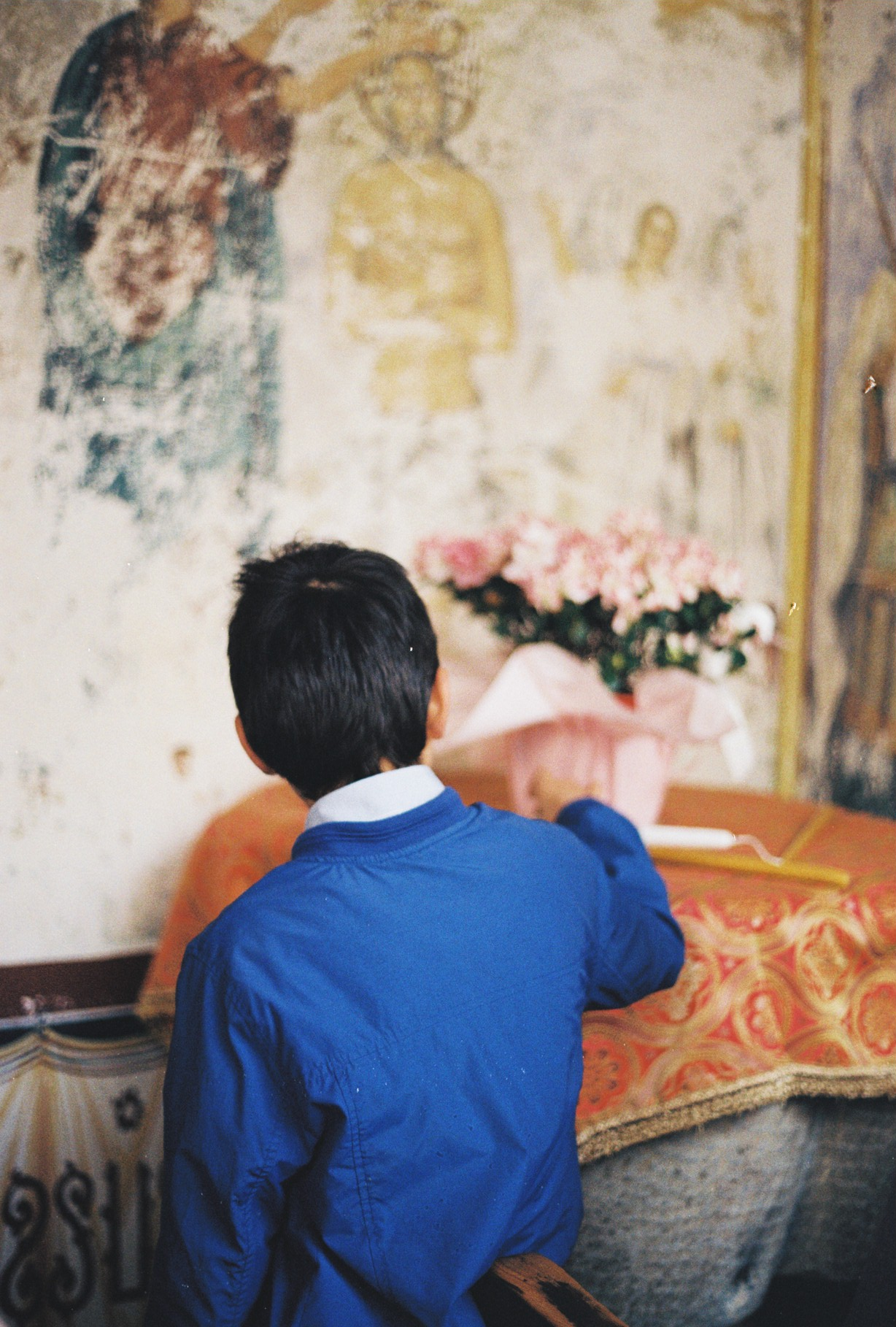
Boy in fromt of mural at Monastery of Saint John's
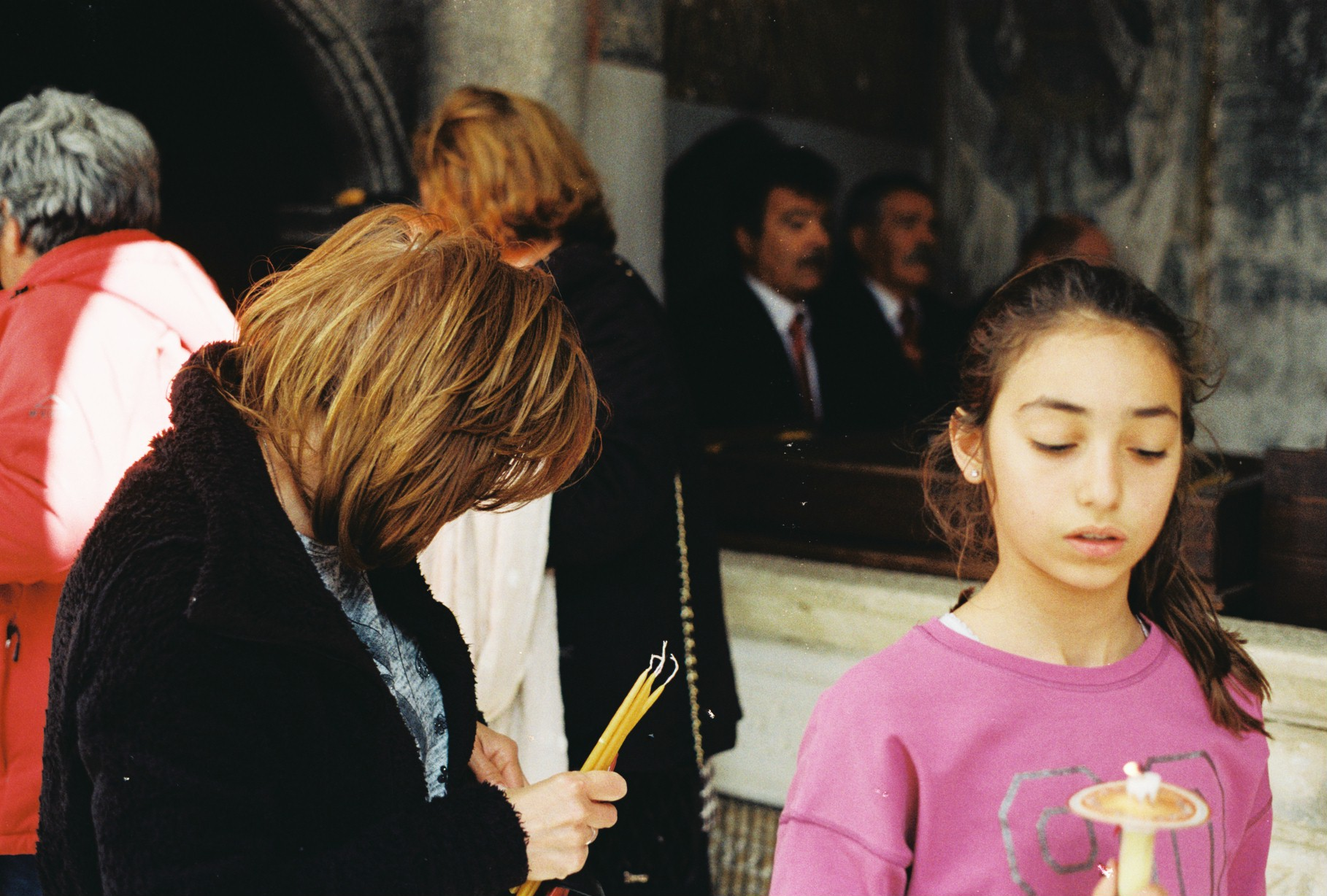
Girl and Woman at Monastery of Saint Johns, Patmos
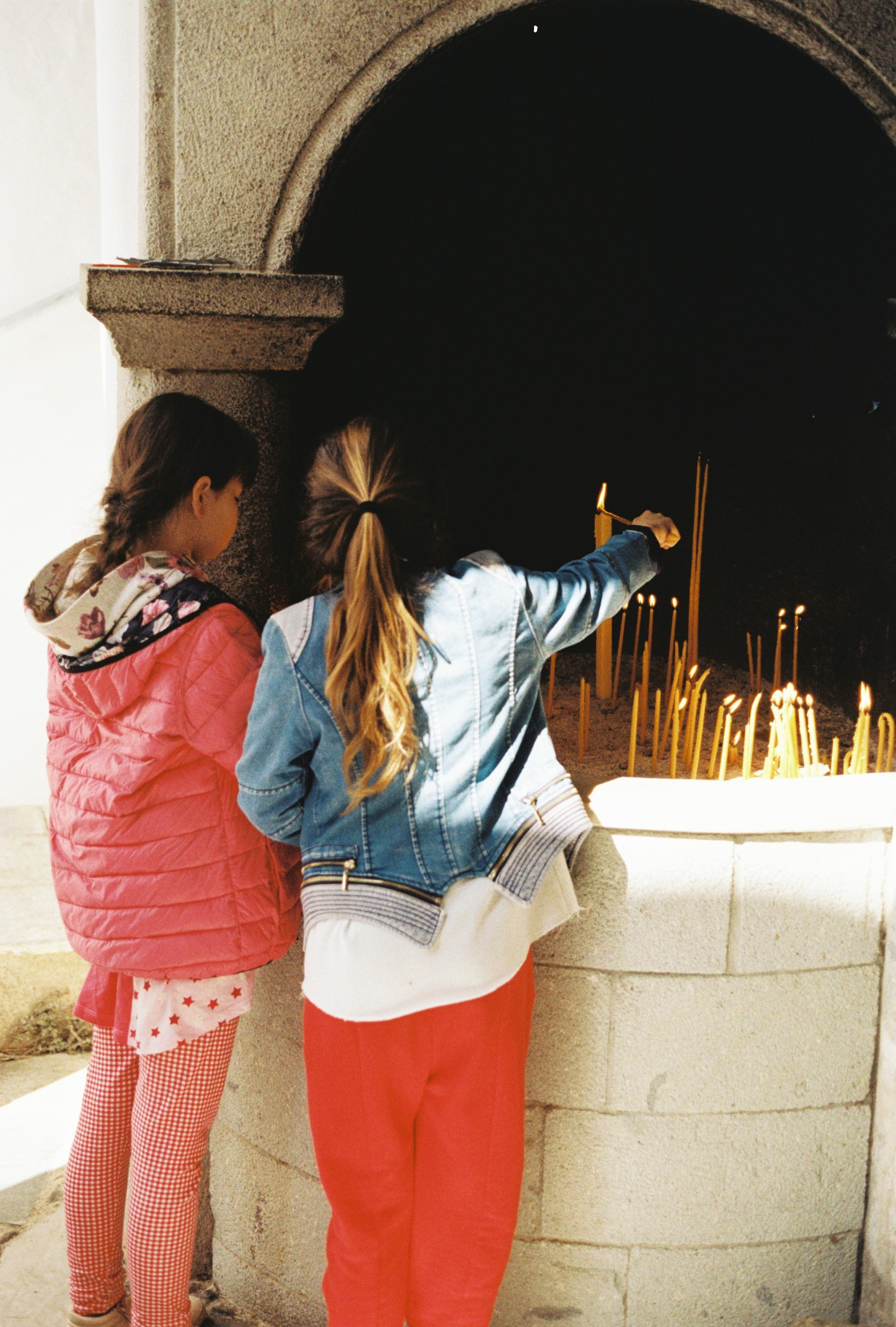
Girls lighting Candles at Monastery of Saint Johns
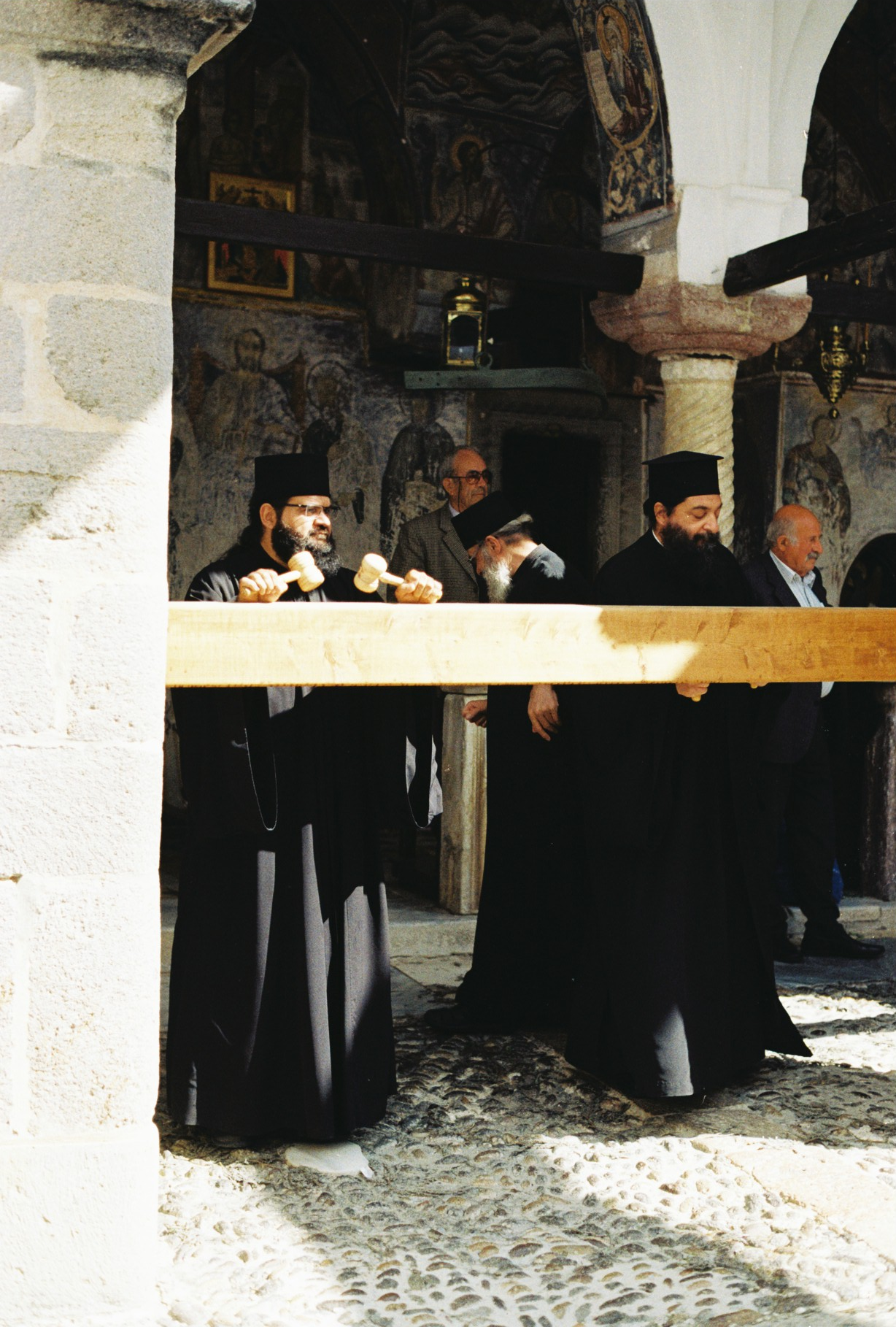
Greek orthodox Priests at Monastery of Saint John's
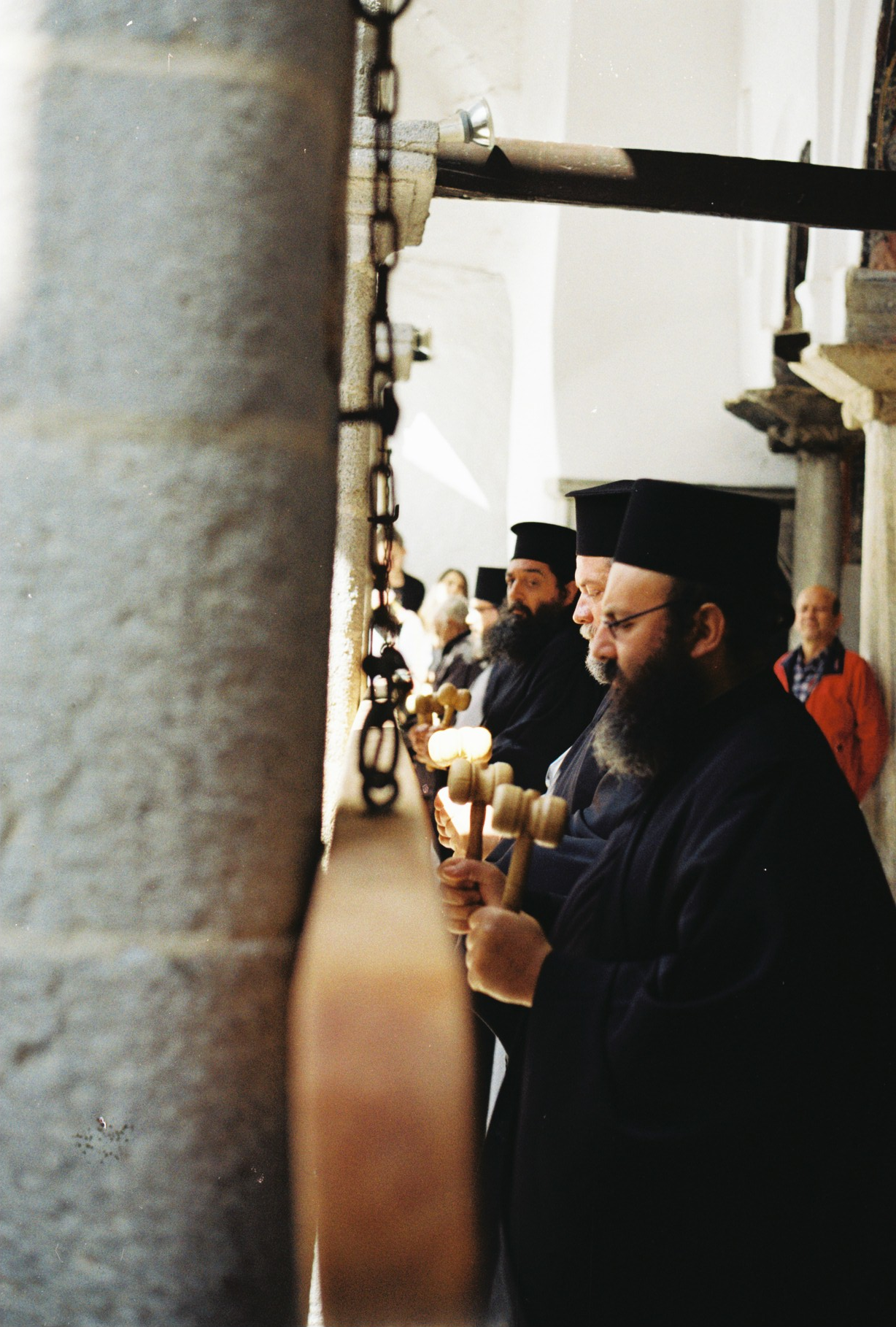
Greek orthodox Priests at Monastery of Saint John's
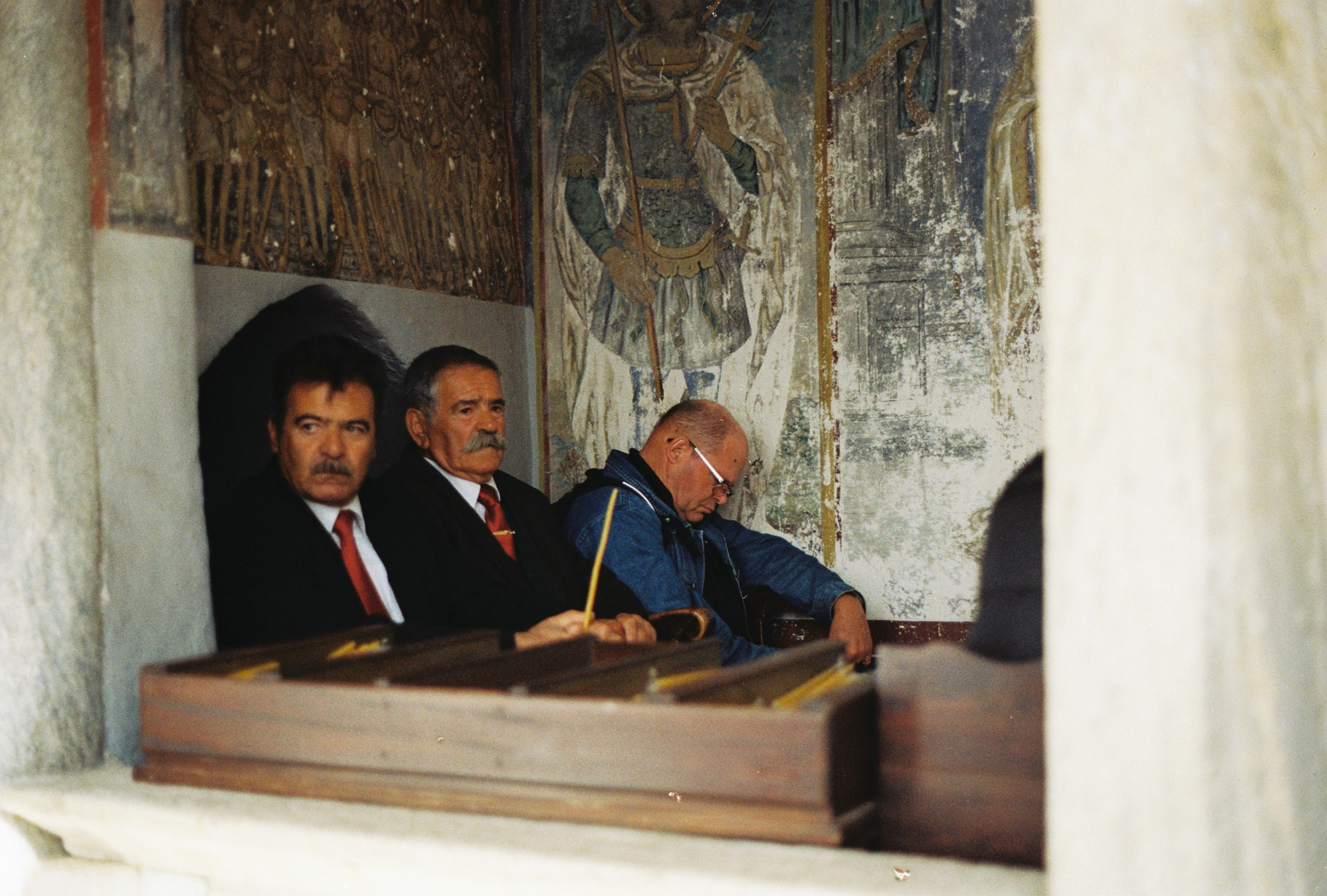
Men at Monastery of Saint John's during Easter Celebrations
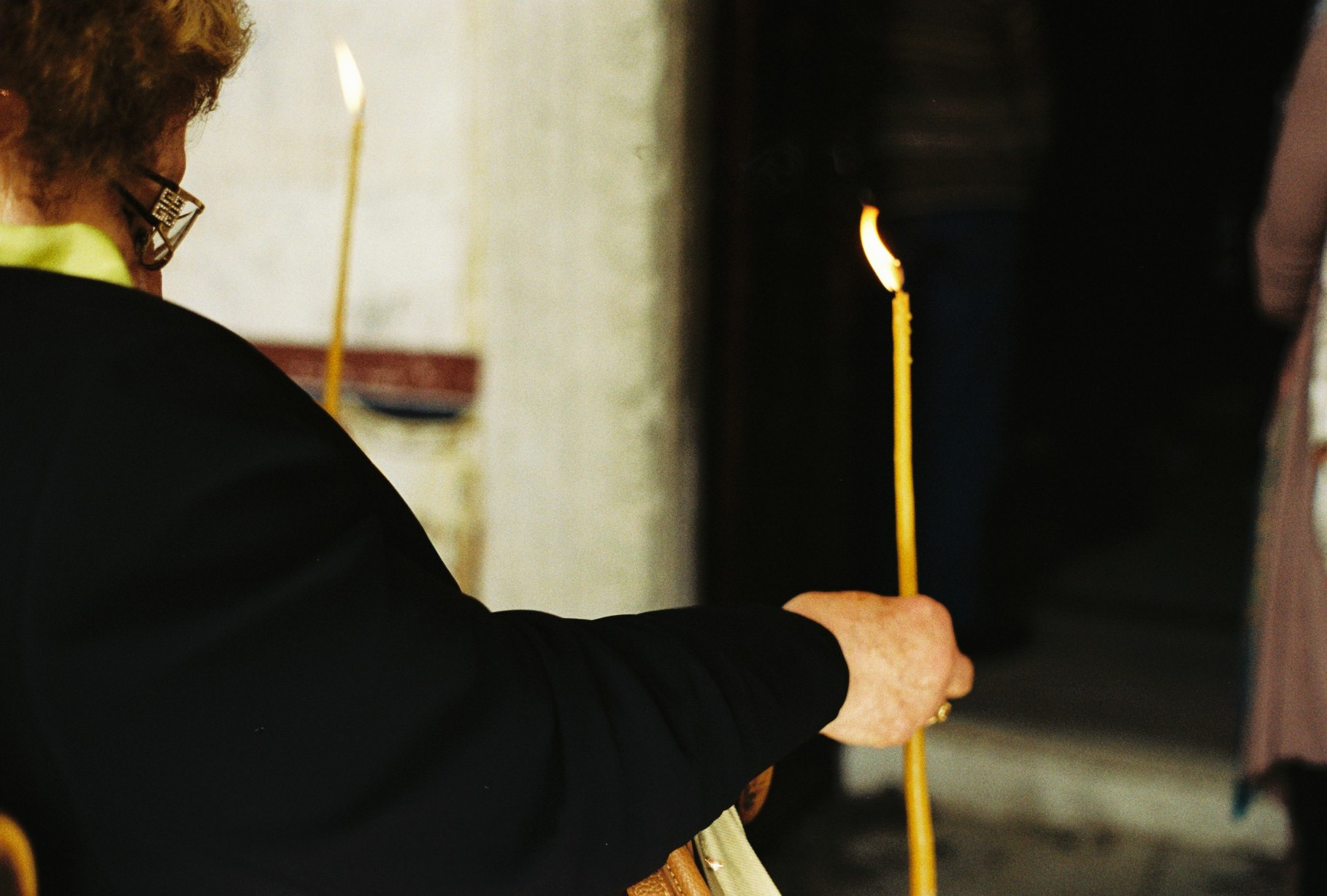
Woman with Candle at Monastery of Saint Johns during Easter Celebrations
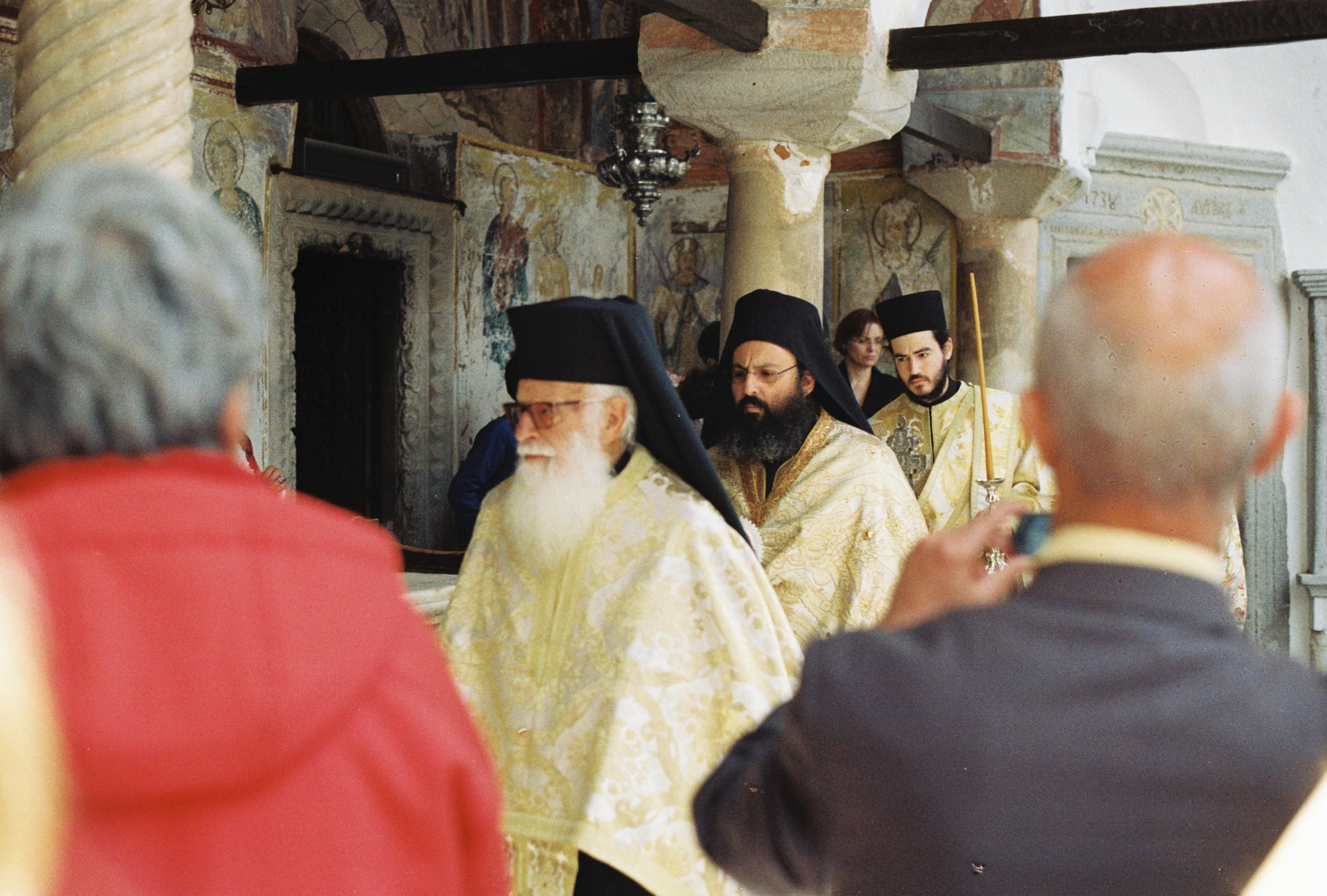
Orthodox Priests enter the Monastery of Saint Johns